# Notohippidae
De Notohippidae zijn een familie van uitgestorven herbivore zoogdieren die leefden van het Midden-Eoceen tot het Midden-Mioceen. Ze waren in Zuid-Amerika, met name het huidige Argentinië, alom vertegenwoordigd.

## Kenmerken
Gezien de overeenkomsten, heeft men aanvankelijk gedacht dat deze dieren de voorouders van de echte paarden waren. De vorm van de schedel en snijtanden was bijna identiek, maar dit wijst evenwel op convergente evolutie. Ze behoren vrijwel zeker tot de Notoungulata.

## Geslachten
- † Argyrohippus Ameghino
- † Coresodon Ameghino, 1894
- † Eomorphippus Ameghino, 1901
- † Eurygeniops Ameghino, 1897
- † Interhippus Ameghino, 1902
- † Moqueguahippus Shockey et al. 2006
- † Morphippus Ameghino, 1897
- † Nesohippus Ameghino, 1904
- † Notohippus Ameghino, 1891
- † Pampahippus Bond & López, 1993
- † Perhippidion Ameghino, 1904
- † Rhynchippus Ameghino, 1897
- † Stilhippus Ameghino, 1904